# 関眞
関 眞（せき まこと、1929年〈昭和4年〉12月6日 - 2005年〈平成17年〉11月29日）は、日本の政治家。埼玉県日高市長（2期）。

## 来歴
埼玉県出身。埼玉県立川越中学校（現・埼玉県立川越高等学校）卒。1983年（昭和58年）、日高町議会議員に初当選。3期務めた（1991年（平成3年）からは日高市議会議員）。また、1989年（平成元年）5月9日から1990年（平成2年）5月14日まで第37代日高町議会副議長を、1993年（平成5年）5月12日から1994年（平成6年）5月10日まで第41代日高市議会議長を務めた。

### 1995年日高市長選挙
1995年（平成7年）の日高市長選挙に立候補したが、駒野昇に敗れて落選した。
※当日有権者数：40,280人 最終投票率：70.95%（前回比：-pts）
| 候補者名 | 年齢 | 所属党派 | 新旧別 | 得票数   | 得票率 | 推薦・支持 |
| -------- | ---- | -------- | ------ | -------- | ------ | ---------- |
| 駒野昇   | 74   | 無所属   | 現     | 14,253票 | 51.6%  | -          |
| 関眞     | 65   | 無所属   | 新     | 13,360票 | 48.4%  | -          |

### 1999年日高市長選挙
1999年（平成11年）、日高市長に立候補して3人を破って初当選を果たした。
※当日有権者数：42,027人 最終投票率：69.51%（前回比： 1.44pts）
| 候補者名   | 年齢 | 所属党派 | 新旧別 | 得票数   | 得票率 | 推薦・支持 |
| ---------- | ---- | -------- | ------ | -------- | ------ | ---------- |
| 関眞       | 69   | 無所属   | 新     | 12,997票 | 45.8%  | -          |
| 安藤重男   | 59   | 無所属   | -      | 6,618票  | 23.3%  | -          |
| こまの富也 | 57   | 無所属   | -      | 5,286票  | 18.6%  | -          |
| 浅見万次郎 | 75   | 無所属   | -      | 3,477票  | 12.3%  | -          |

### 2003年日高市長選挙
2003年（平成15年）に立候補して、再選を果たした。
※当日有権者数：42,786人 最終投票率：65.11%（前回比： 4.4pts）
| 候補者名 | 年齢 | 所属党派 | 新旧別 | 得票数   | 得票率 | 推薦・支持 |
| -------- | ---- | -------- | ------ | -------- | ------ | ---------- |
| 関眞     | 73   | 無所属   | 現     | 15,270票 | 56.5%  | -          |
| 川崎悦子 | 57   | 無所属   | -      | 11,764票 | 43.5%  | -          |

2期目途中の2005年11月29日、急性心不全のため死去、75歳。死没日をもって旭日小綬章追贈、従五位に叙される。